# Schlangenfarm

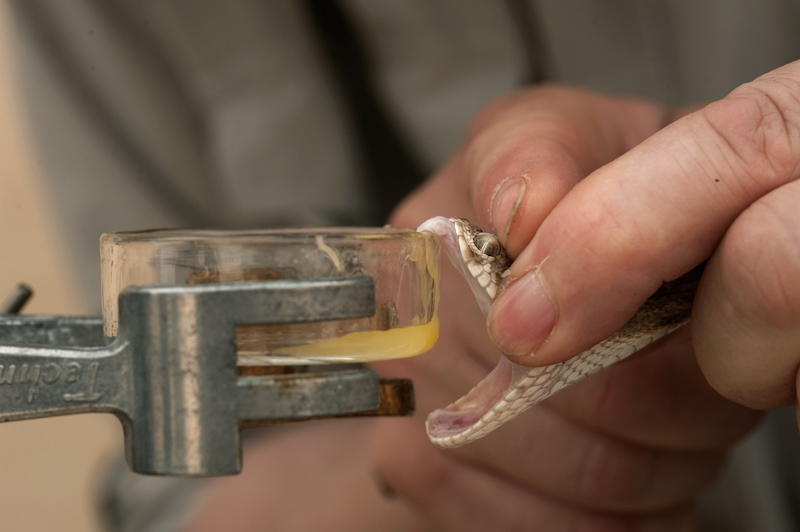
„Melken“ der Giftdrüsen einer Giftschlange

Schlangenfarmen sind landwirtschaftliche Betriebe, auf denen verschiedene Giftschlangenarten gehalten werden, um Schlangengift zu gewinnen, welches zu Arzneimitteln oder Antivenin weiterverarbeitet wird.
Häufig haben Schlangenfarmen einen Zuschauerbereich, in denen Gäste die Schlangen in ihren Terrarien beobachten und eventuell auch das „Melken“ der Schlange beobachten können.
Zudem ist die Gewinnung von Schlangengift unverzichtbar, um Gegengift herstellen zu können, das den Opfern eines Schlangenbisses rechtzeitig injiziert werden muss, um schwere Gesundheitsschäden oder den Tod zu verhindern.
Wichtige Schlangenfarmen:
- Saovabha-Institut, eine der ersten Schlangenfarmen weltweit, gegründet 1923.
- Schlangenfarm in Schladen, die größte für Besucher zugängliche Giftschlangenfarm in Europa mit ca. 1.300 Schlangen.

ehemalige wichtige Schlangenfarm:
- Schlangenfarm des Pharmaunternehmens Nordmark Arzneimittel GmbH in Uetersen, größte Schlangenfarm Europas mit über 600 Schlangen, insbesondere Grubenottern, gezüchtet zu medizinischer Nutzung, nicht für den Besucherverkehr geöffnet. Die Schlangenfarm wurde 2019 geschlossen, da das potentielle Medikament keine signifikante Überlegenheit gegenüber Placebos aufzeigte.[1]